# Código mutante
En informática, el término código mutante o código ambiguo se emplea para referirse a un código cuya integridad es modificada por sí mismo durante su ejecución, generalmente este código trata de un malware por el hecho de que si como algoritmo (cuando es ejecutado) se automodifica como información (donde está almacenado) fácilmente puede engañar a un programa del tipo antivirus o similar. Aunque de todas maneras, ciertos programas Antivirus son capaces de detectar este tipo de modificaciones.
- Datos: Q2165944